# Daniel Hager-Mann
Daniel Hager-Mann (* 29. Juli 1969 in Pforzheim) ist ein deutscher politischer Beamter (Bündnis 90/Die Grünen). Er ist seit 2021 als Ministerialdirektor der Amtschef im Ministerium für Kultus, Jugend und Sport Baden-Württemberg.

## Leben
Hager-Mann legte 1989 sein Abitur ab und absolvierte anschließend seinen Zivildienst. Daraufhin studierte er Lehramt für Grund- und Hauptschule an der Pädagogischen Hochschule Heidelberg. 1994 legte er sein erstes, 1997 sein zweites Staatsexamen ab. Von 1997 bis 2004 war er an der Gerbersruh-Haupt- und Werkrealschule in Wiesloch tätig. Von 2001 bis 2008 war er Schulleiter der Astrid-Lindgren-Grundschule in Ladenburg. Parallel zu dieser Aufgabe war er zeitweise Fachberater beim Staatlichen Schulamt Heidelberg und geschäftsführender Schulleiter im Bereich der Stadt Ladenburg. Von 2008 bis 2011 war er Schulrat beim Landratsamt Rhein-Neckar-Kreis. Von 2011 bis 2012 war er Leiter des Fachbereichs Grundschule beim Staatlichen Schulamt Mannheim. Von 2012 bis 2015 war er als Referent im Ministerium für Kultus, Jugend und Sport Baden-Württemberg in der Stabsstelle „Gemeinschaftsschule, Inklusion“ tätig, deren stellvertretender Leiter er 2013 wurde. Von 2015 bis 2016 arbeitete er in der Zentralstelle des Kultusministeriums. Von Mai bis September 2016 war er Leiter des Projektbüros „Digitale Bildungsplattform“. Anschließend war er bis 2018 im Referat „Medienpädagogik, digitale Bildung“ tätig. Von 2018 bis 2021 leitete er das Spiegelreferat für den Kultusbereich im Staatsministerium Baden-Württemberg.
Hager-Mann ist Mitglied von Bündnis 90/Die Grünen. Seit Mai 2021 ist er Ministerialdirektor und Amtschef unter Ministerin Theresa Schopper (Bündnis 90/Die Grünen) im Ministerium für Kultus, Jugend und Sport Baden-Württemberg. Er folgte Michael Föll nach.

## Privates
Hager-Mann ist verheiratet und hat drei Kinder.